# Red Hook (hrabstwo Dutchess)
Red Hook – wieś w Stanach Zjednoczonych, w stanie Nowy Jork, w hrabstwie Dutchess.